# Ы́
Cette page contient des caractères spéciaux ou non latins. S’ils s’affichent mal (▯, ?, etc.), consultez la page d’aide Unicode.
Le y accent aigu (capitale Ы́, minuscule ы́) est une lettre de l'alphabet cyrillique utilisée dans certaines langues comme le biélorusse, le kirghize, le russe, ou le rusyn lorsque l’intonation est indiquée à l’aide de l’accent aigu.

## Utilisations
Le ы́ est utilisé en russe, biélorusse ou rusyn lorsque l’intonation d’une syllabe est indiquée sur la voyelle ы. Il peut aussi être utilisé en abaza, abkhaze, adyguéen, khinalug ou ossète.

## Représentations informatiques
Le y accent aigu peut être représenté avec les caractères Unicode suivants :
- décomposé (cyrillique, diacritiques)[1],[2] :

| formes    | représentations | chaînes de caractères | points de code | descriptions                                              |
| --------- | --------------- | --------------------- | -------------- | --------------------------------------------------------- |
| capitale  | Ы́               | Ы◌́                    | U+042B U+0301  | lettre majuscule cyrillique yérou diacritique accent aigu |
| minuscule | ы́               | ы◌́                    | U+044B U+0301  | lettre minuscule cyrillique yérou diacritique accent aigu |